# Língua maconde
A língua maconde (em maconde, Shimakonde) é língua banta falada pelo povo de macondes no sudeste da Tanzânia e no norte de Moçambique ao longo do rio Ruvuma. Segundo a Ethnologue, existem 900 mil falantes de maconde na Tanzânia e 360 mil em Moçambique. Em Moçambique, os macondes vivem principalmente na província de Cabo Delgado, nos planaltos dos macondes, Muidumbe e Mueda, e na Tanzânia particularmente nos distritos de Mtwara, Newala e Masasi da região de Mtwara. Há também alguns falantes do maconde no Quênia e no Maláui.

## Outros nomes
O maconde também é conhecido como chimakonde, chinimakonde ou matambwe na Tanzânia e como shimakonde ou matambwe em Moçambique. Os dialetos são maviha, maraba e matambwe na Tanzânia, e vadonde, vamwalu, vamwambe, vamakonde e maviha e em Moçambique. O nome maconde significa "áreas secas", sendo as áreas onde os macondes vivem são principalmente secas. O maconde está intimamente relacionado à língua ajaua.

## Escrita
O alfabeto latino usado pelo Maconde não usas as letras Q, X, Z, nem C simples e J simples. Usam-se os grupos consonantais Ch, Mb; Ng, Ng', Ny, Nj, Sh.

## Amostra de texto
Vanu vohevohe vaidile n'chilambo valendene. Vanijaliwa ulimala vene. Pavele vanu pave na ulongo.
Português
Todos os seres humanos nascem livres e iguais em dignidade e direitos. Eles são dotados de razão e consciência e devem agir uns para com os outros num espírito de fraternidade.